# Roscoe B. Woodruff

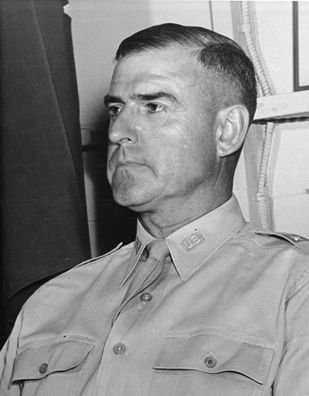
Generalmajor Roscoe B. Woodruff (1942)

 Roscoe Barnett „Woody“ Woodruff (* 9. Februar 1891 in Oskaloosa, Iowa; † 24. April 1975 in San Antonio, Texas) war ein US-amerikanischer Offizier und Generalmajor der US Army, der unter anderem Kommandeur verschiedener Infanteriedivisionen sowie Korps und 1949 bis 1950 zwei Mal kommissarischer Kommandierender General der Ersten US-Armee (First US Army) war.

## Leben

### Offiziersausbildung, Erster Weltkrieg und Zwischenkriegszeit

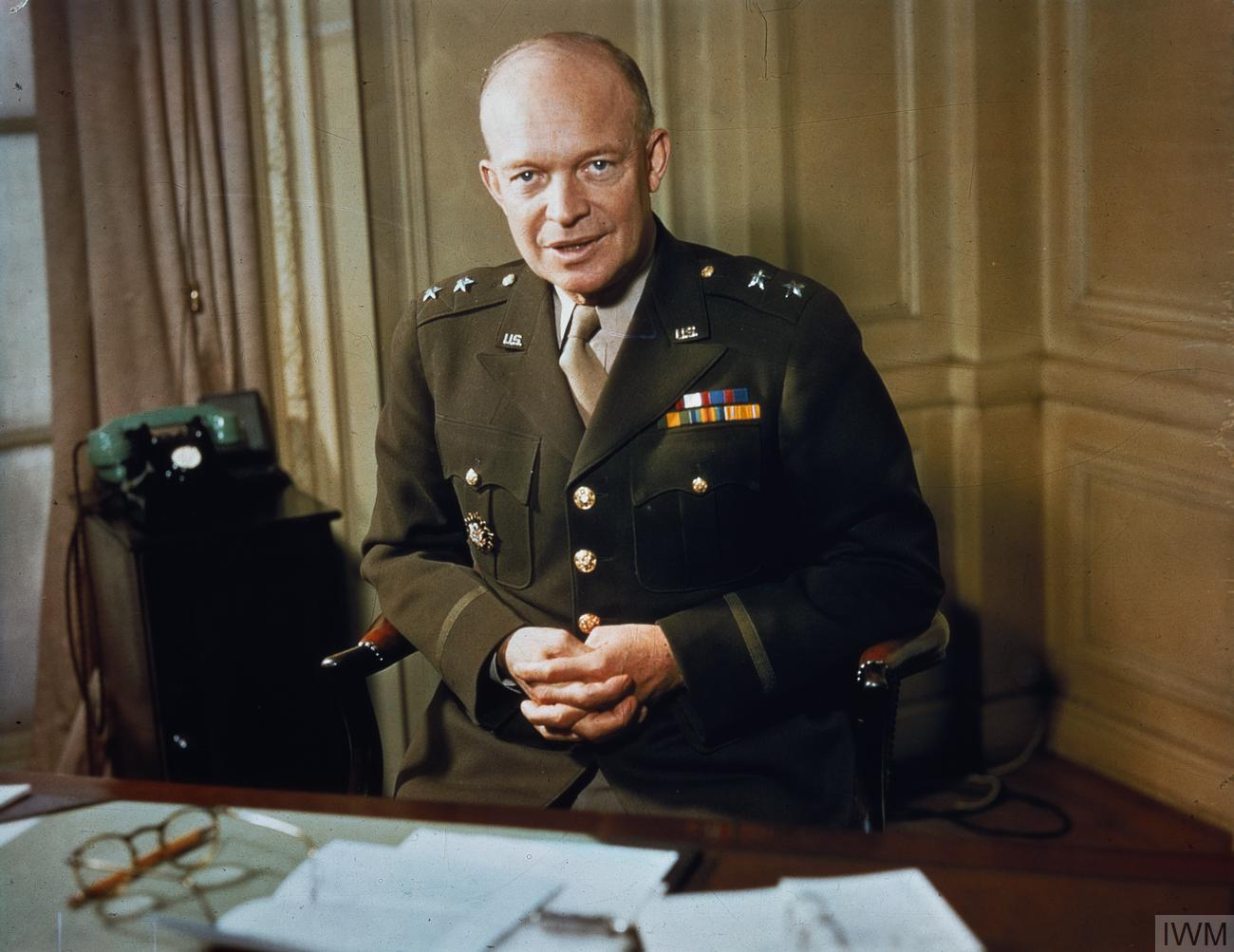
General Dwight D. Eisenhower war einer der Lehrgangskameraden von Woodruff an der US Military Academy in West Point.

Roscoe Barnett Woodruff, Sohn von Calvin Woodruff und dessen Ehefrau Rhoda Isabella Barnett Woodruff, begann 1911 eine Offiziersausbildung an der US Military Academy in West Point, die er 1915 abschloss. Der Abschlussjahrgang 1915 wurde aufgrund der Vielzahl der Absolventen, die später Generalsränge erhielten, als „the class the stars fell on“ bezeichnet. Zu seinen Jahrgangskameraden gehörten unter anderem Dwight D. Eisenhower und Omar N. Bradley, während er selbst Erster Hauptmann (First Captain) des Kadettenkorps war. Nach dem Abschluss wurde er 1915 als Leutnant (Second Lieutenant) der Infanterie in die US Army übernommen. Er diente zunächst an der Grenze zu Mexiko und nach dem Eintritt der Vereinigten Staaten in den Ersten Weltkrieg am 6. April 1917 in der 2. Infanteriedivision.
Nach Kriegsende fand Woodruff zahlreiche weitere Verwendungen als Offizier und Stabsoffizier und war nach dem Besuch des Command and General Staff College (CGSC) in Fort Leavenworth sowie des US Army War College (USAWC) in Carlisle als Major unter anderem Instrukteur für Taktik an der US Military Academy. Daneben war er zwischen Juli 1932 und August 1936 Kommandeur des Kadettenbataillons (Commanding Officer Battalion of Cadets) der US Military Academy und wurde in dieser Verwendung am 1. Juli 1936 zum Oberstleutnant (Lieutenant Colonel) befördert. Im Anschluss fungierte er vom 6. September 1936 bis Juli 1940 als Leiter des Referats Ausbildung im Büro des Assistierenden Chefs und G 3 des Stabes des Heeres im Kriegsministerium (US Department of War).

### Zweiter Weltkrieg

#### Kommandeur in den USA und im Vereinigten Königreich
Woodruff wurde zwischen August 1940 und dem 31. Juli 1941 als Kommandeur des 2. Bataillons zum 23. Infanterieregiment in Fort Sam Houston abgeordnet. Dort erfolgte am 26. Juni 1941 seine Beförderung zum Oberst (Colonel) der Army of the United States befördert, woraufhin er vom 1. August 1941 bis zum 15. Januar 1942 Kommandeur des 23. Infanterieregiments (23rd Infantry Regiment). Im Juni 1941 wurde sein früherer Lehrgangskamerad Dwight D. Eisenhower in Fort Sam Houston Chef des Stabes der Dritten US-Armee und im September 1941 bereits zum Brigadegeneral befördert. In diesen Stellungen erlebten beide den Angriff auf Pearl Harbor am 7. Dezember 1941 und den Eintritt der Vereinigten Staaten in den Zweiten Weltkrieg am darauf folgenden 8. Dezember 1941. Daraufhin wurde er am 15. Januar 1942 Brigadegeneral der Army of the United States und zunächst stellvertretender Kommandeur der 77. Infanteriedivision. Am 22. Juni 1942 wurde er Generalmajor der Army of the United States und war als Nachfolger von Generalmajor Robert Eichelberger von Juni 1942 bis zu seiner Ablösung durch Generalmajor Andrew Davis Bruce im Mai 1943 Kommandeur der in Fort Jackson stationierten 77. Infanteriedivision (77th Infantry Division), der sogenannten „Statue of Liberty“, die in dieser Zeit für einen Einsatz im Pazifikkrieg auf den Philippinen vorbereitet wurde.
Im Anschluss wurde Roscoe Woodruff am 31. Mai 1943 als Nachfolger von Generalmajor Robert C. Richardson, Jr. Kommandierender General des im Vereinigten Königreich stationierten VII. US-Korps (VII Corps), des sogenannten „The Jayhawk Corps“ und verblieb auf diesem Posten bis zum 14. Februar 1944, woraufhin Generalleutnant J. Lawton Collins sein Nachfolger wurde. In dieser Verwendung erfolgte am 1. November 1943 seine Beförderung zum Oberst (Colonel) der regulären US-Armee. 1943 wurde Woodruff von General Dwight D. Eisenhower neben Leonard T. „Gee“ Gerow und Willis D. „Critt“ Crittenberger als einer der drei Korpskommandeure ausgewählt, die ursprünglich für die Durchführung der Operation Overlord, der alliierten Landung in der Normandie, vorgesehen waren. Crittenberger, Gerow und Woodruff waren anerkannte Offiziere, denen Eisenhower vertraute. Woodruffs weiterer Lehrgangskamerad General Omar N. Bradley, der von General Eisenhower als US-amerikanischer Kommandeur für die Operation Neptune am D-Day am 4. Juni 1944 ausgewählt wurde, änderte jedoch Eisenhowers Auswahl, da er unterschiedliche Temperamente und Kommandeure mit einer größeren Kampferfahrung suchte.

#### Kommandeur im Pazifikkrieg auf den Philippinen

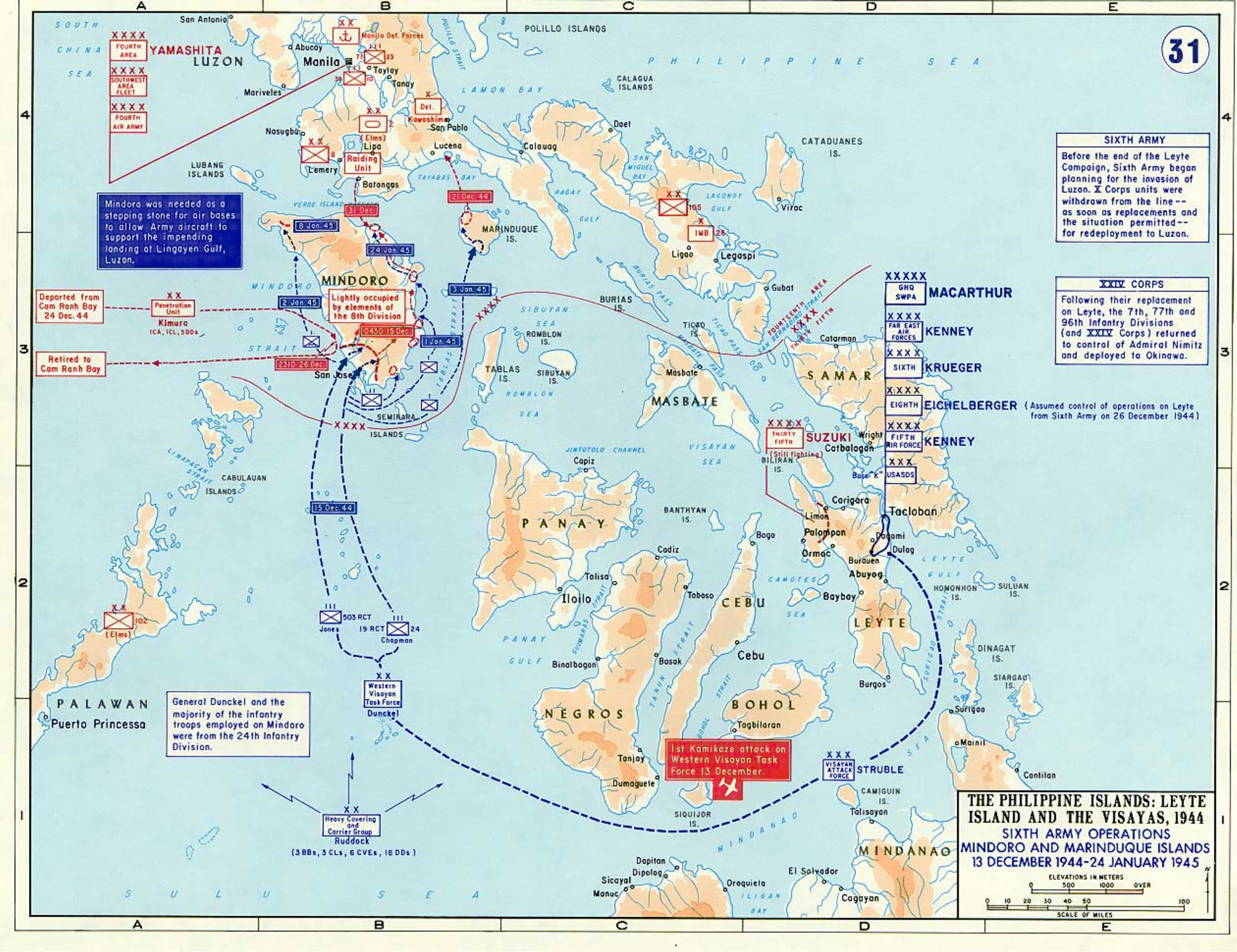
Generalmajor Woodruff war maßgeblich an der Schlacht um Mindoro (13. bis 16. Dezember 1944) beteiligt.

Woodruff wurde daraufhin 1944 als Nachfolger von Crittenberger Kommandierender General des XIX. US-Korps (XIX Corps), aber bereits im März 1944 von Generalmajor Charles H. Corlett abgelöst. Im Anschluss kehrte er in die USA zurück und löste im März 1944 Generalmajor Robert B. McClure als Kommandeur der 84. Infanteriedivision (84th Infantry Division) ab, der sogenannten „Railsplitters“, die zu der Zeit in Camp Claiborne in Louisiana für Auslandseinsätze trainierte. Er verblieb auf diesem Posten bis Juni 1944 und wurde danach von Generalmajor Alexander R. Bolling abgelöst. Anschließend übernahm er zwischen dem 17. Juni und dem 18. November 1944 den Posten als Kommandant der auf Hawaii stationierten Heeresgarnison 248 (Army Garrison Force 248) und erhielt dort am 9. September 1944 seine Beförderung zum Brigadegeneral (Brigadier General) der regulären US Army.
Am 19. November 1944 übernahm Roscoe Woodruff von Generalmajor Frederick Augustus Irving den Posten als Kommandeur der 24. Infanteriedivision (24th Infantry Division), der sogenannten „Victory Division“, und hatte diesen bis zu seiner Ablösung durch Brigadegeneral Kenneth F. Cramer im November 1945 inne. Die 24. Infanteriedivision wurde im Pazifikkrieg auf den Philippinen eingesetzt und nahm unter seiner Führung an der Schlacht um Leyte (17. Oktober bis 31. Dezember 1944), der Schlacht um Mindoro (13. bis 16. Dezember 1944) sowie der fünfmonatigen Schlacht von Mindanao (10. März bis 15. August 1945) teil, die letztlich zur Rückeroberung der Philippinen (20. Oktober 1944 bis 2. September 1945) führte.

### Nachkriegszeit
Nach Kriegsende und der Kapitulation Japans wurde Roscoe Woodruff am 15. November 1945 Nachfolger von Generalleutnant Innis P. Swift als Kommandierender General des in Japan stationierten und zur Achten US-Armee (Eighth US Army) gehörenden I. US-Korps (I Corps) und verblieb auf diesem Posten bis zum 5. Februar 1948, woraufhin Generalmajor Joseph May Swing seine dortige Nachfolge antrat. Für seine Verdienste im Zweiten Weltkrieg wurde ihm 1946 zwei Mal die Army Distinguished Service Medal sowie zwei Mal der Silver Star verliehen. Auf dem Posten des Kommandierenden Generals des I. US-Korps erfolgte am 24. Januar 1948 seine Beförderung zum Generalmajor (Major General). Im Anschluss fungierte er vom 15. Februar 1948 bis März 1951 als stellvertretender Kommandierender General der Ersten US-Armee (First US Army) in Fort Jay auf Governors Island. Als solcher war er nach dem Eintritt in den Ruhestand von General Courtney Hicks Hodges zwischen dem 1. Februar und dem 28. März 1949 erstmals kommissarischer Kommandierender General der Ersten US-Armee. Nachdem General Walter Bedell Smith zum Direktor der Central Intelligence Agency (CIA) ernannt worden war, fungierte er zwischen dem 1. und dem 31. Oktober 1950 abermals als kommissarischer Kommandierender General der Ersten US-Armee. Zuletzt wurde Generalmajor Woodruff im März 1951 Kommandierender General des XV. US-Korps (XV Corps) in Fort Polk. Im Januar 1953 schied er nach 41 Dienstjahren aus dem aktiven Militärdienst und trat in den Ruhestand.
Er war bis zu seinem Tode mit Alice Gray Woodruff verheiratet. Aus dieser Ehe stammte Roscoe Barnett „Barney“ Woodruff, Jr., der als Oberst in der US Air Force diente. Nach seinem Tode wurde er auf dem Fort Sam Houston National Cemetery in San Antonio beigesetzt.

## Auszeichnungen
Auswahl der Dekorationen, sortiert in Anlehnung der Order of Precedence of Military Awards:
- Army Distinguished Service Medal (2 ×)
- Silver Star (3 x)
- Bronze Star (2 x)
- Purple Heart
- Air Medal (2 ×)